# Сірченко Яків Тихонович
Я́ків Ти́хонович Сі́рченко (1908, село Ломуватка, тепер смт. Луганської області — серпень 1968, місто Київ) — український радянський діяч, журналіст, голова Комітету радіофікації і радіомовлення при Раді Міністрів УРСР. 

## Життєпис
Народився в родині шахтаря на Луганщині. У 1919—1923 роках — наймитував. Потім два роки був вихованцем дитячого будинку у Харкові. 
У 1925—1931 роках навчався спочатку в Київському інституті народного господарства, згодом у Київському інституті обліку і розподілу. У 1931—1934 роках — аспірант, у 1934—1937 роках — викладач політекономії в Київських медичному і текстильному інститутах, старший науковий співробітник відділення Всесоюзного науково-дослідного інституту плодоовочевої промисловості.
У 1937—1939 роках — завідувач відділу пропаганди Подільського районного комітету ЛКСМУ міста Києва.
Член ВКП(б) з 1939 року.
У 1939—1941 роках — інструктор, заступник завідувача відділу пропаганди і агітації ЦК ЛКСМУ. 
У 1941 — листопаді 1943 року — відповідальний редактор газети «Комсомолець України», завідувач партійного і комсомольського відділу газети «Комуніст», редактор, завідувач відділу радіомовлення українською мовою (української редакції) Всесоюзного радіокомітету. З листопада 1943 по 1944 рік — голова Українського радіокомітету при РНК УРСР.
У 1944 — лютому 1949 року — голова Комітету з радіофікації і радіомовлення при Раді Народних Комісарів (Раді Міністрів) Української РСР.
У лютому 1949 — лютому 1950 року — помічник секретаря ЦК КП(б)У.
3 19 квітня 1950 по квітень 1953 року — голова Комітету в справах культурно-освітніх установ при Раді Міністрів УРСР.
З квітня 1953 по серпень 1954 року — заступник міністра культури Української РСР
З 11 серпня 1954 по травень 1959 року —  керуючий справами Ради Міністрів УРСР
У травні 1959 — серпні 1964 року — заступник керуючого справами Ради Міністрів УРСР.
У серпні 1964 — серпні 1968 року — 1-й заступник голови Комітету із кінематографії при Раді Міністрів Української РСР.
Помер на початку серпня 1968 року.
Особовий фонд зберігається в ЦДАМЛМ УКРАЇНИ 

## Нагороди
- чотири ордени Трудового Червоного Прапора (26.02.1958,)
- орден Червоної Зірки (2.05.1945)
- медалі